# Rauhaar-Laserkraut
Das Rauhaar-Laserkraut (Laserpitium halleri), auch Hallers Laserkraut genannt, ist eine Pflanzenart aus der Gattung der Laserkräuter (Laserpitium) innerhalb der Familie der Doldenblütler (Apiaceae) gehört.

## Beschreibung

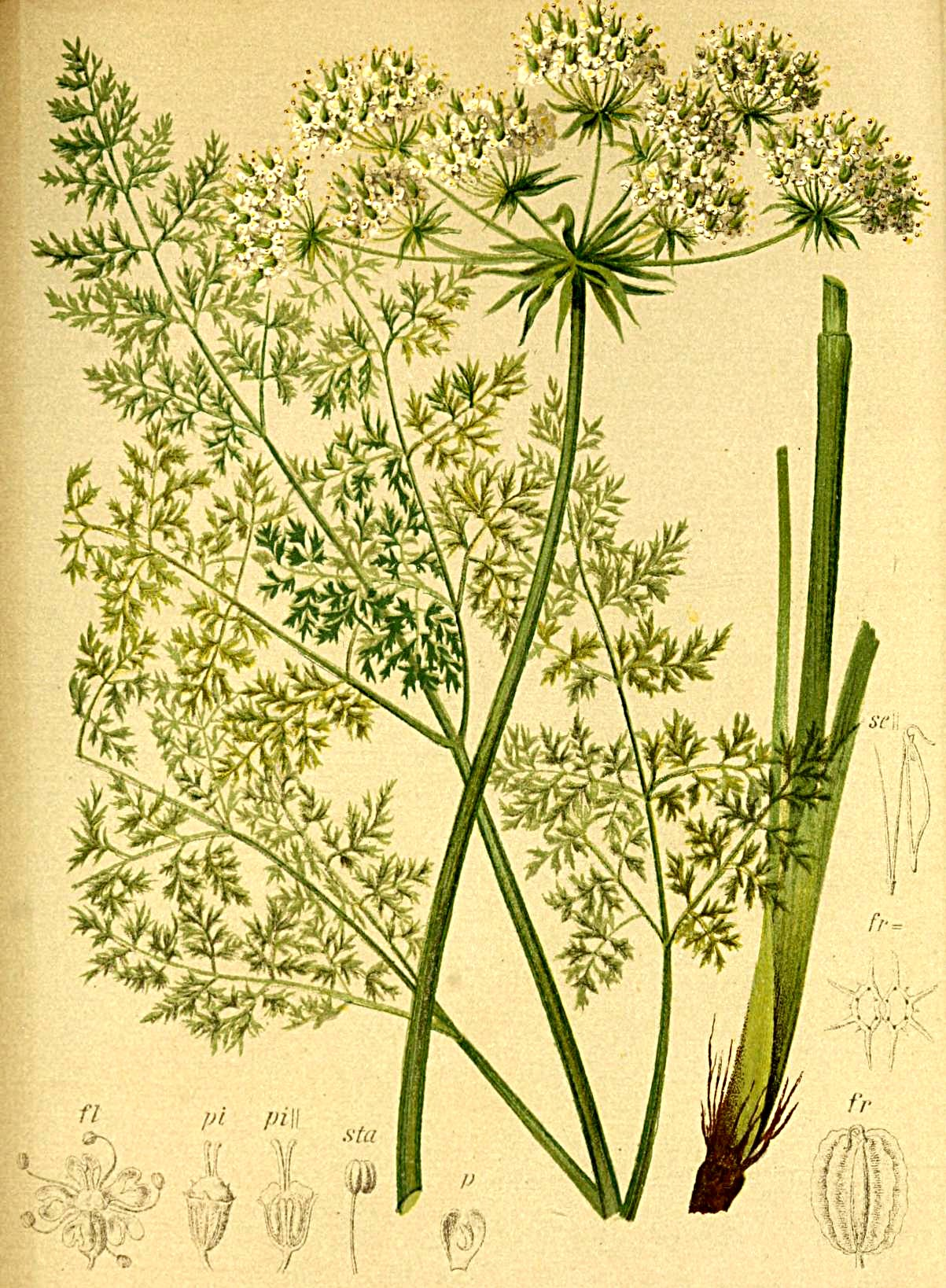
Illustration aus Atlas der Alpenflora

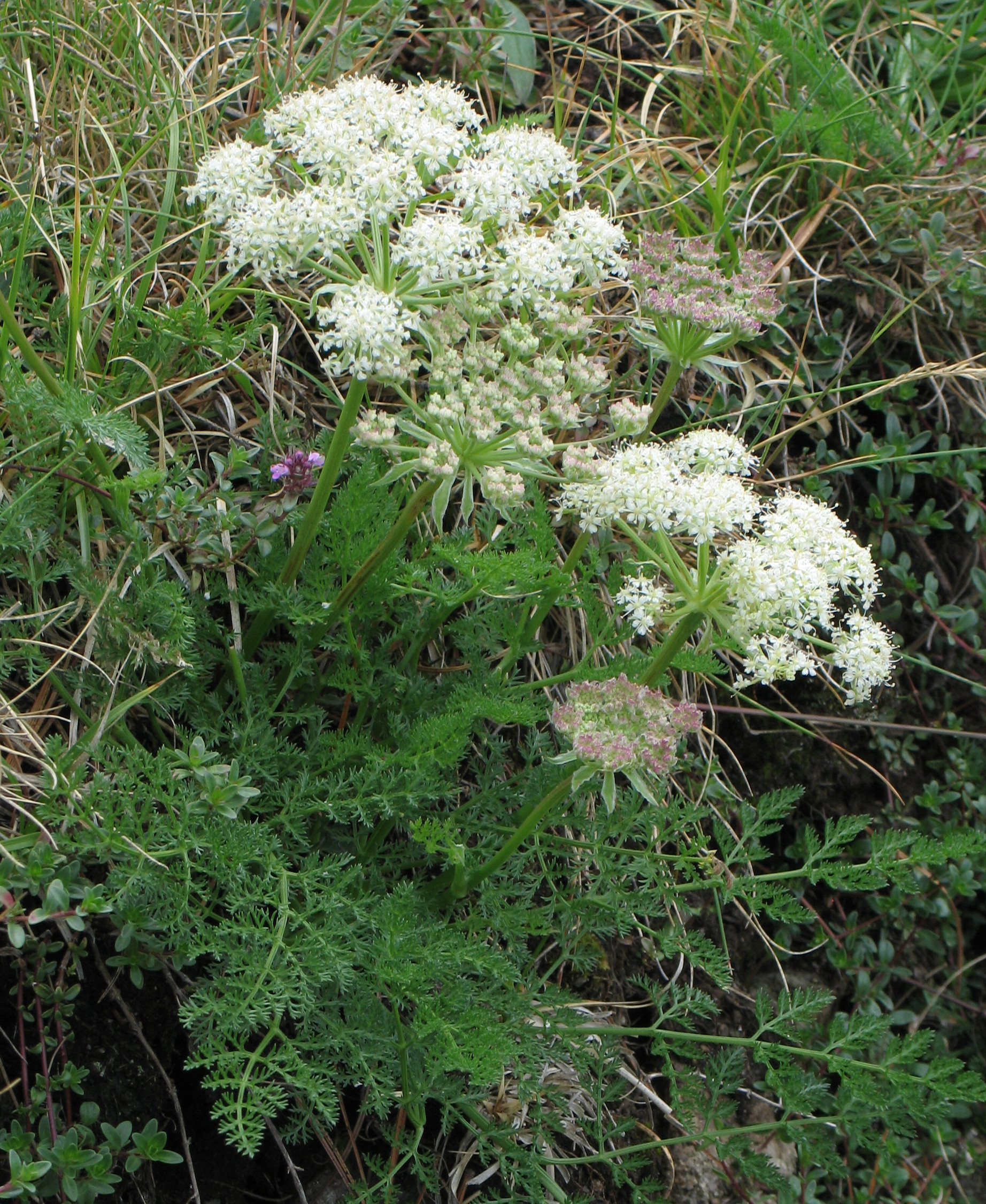
Habitus

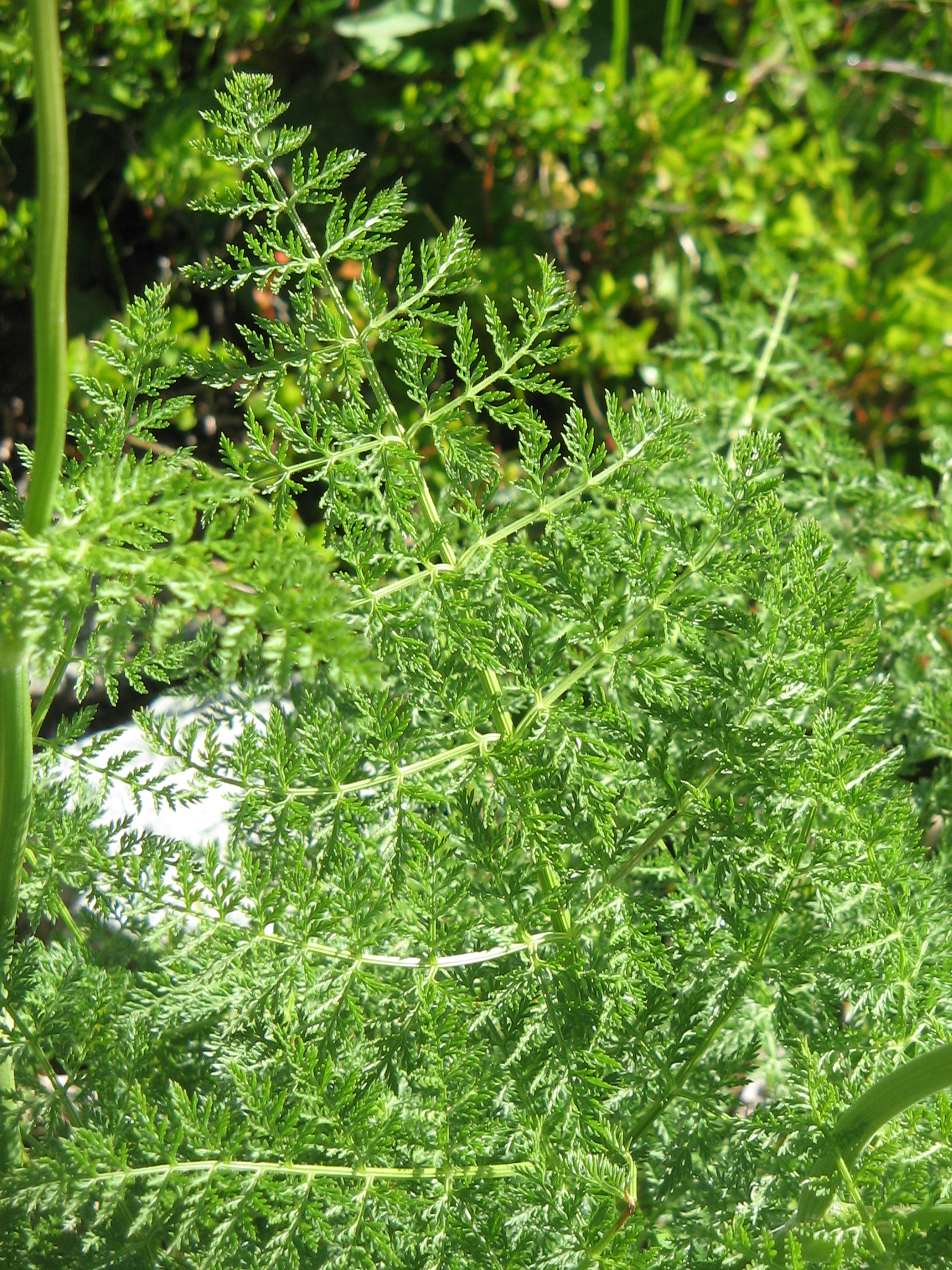
Laubblatt

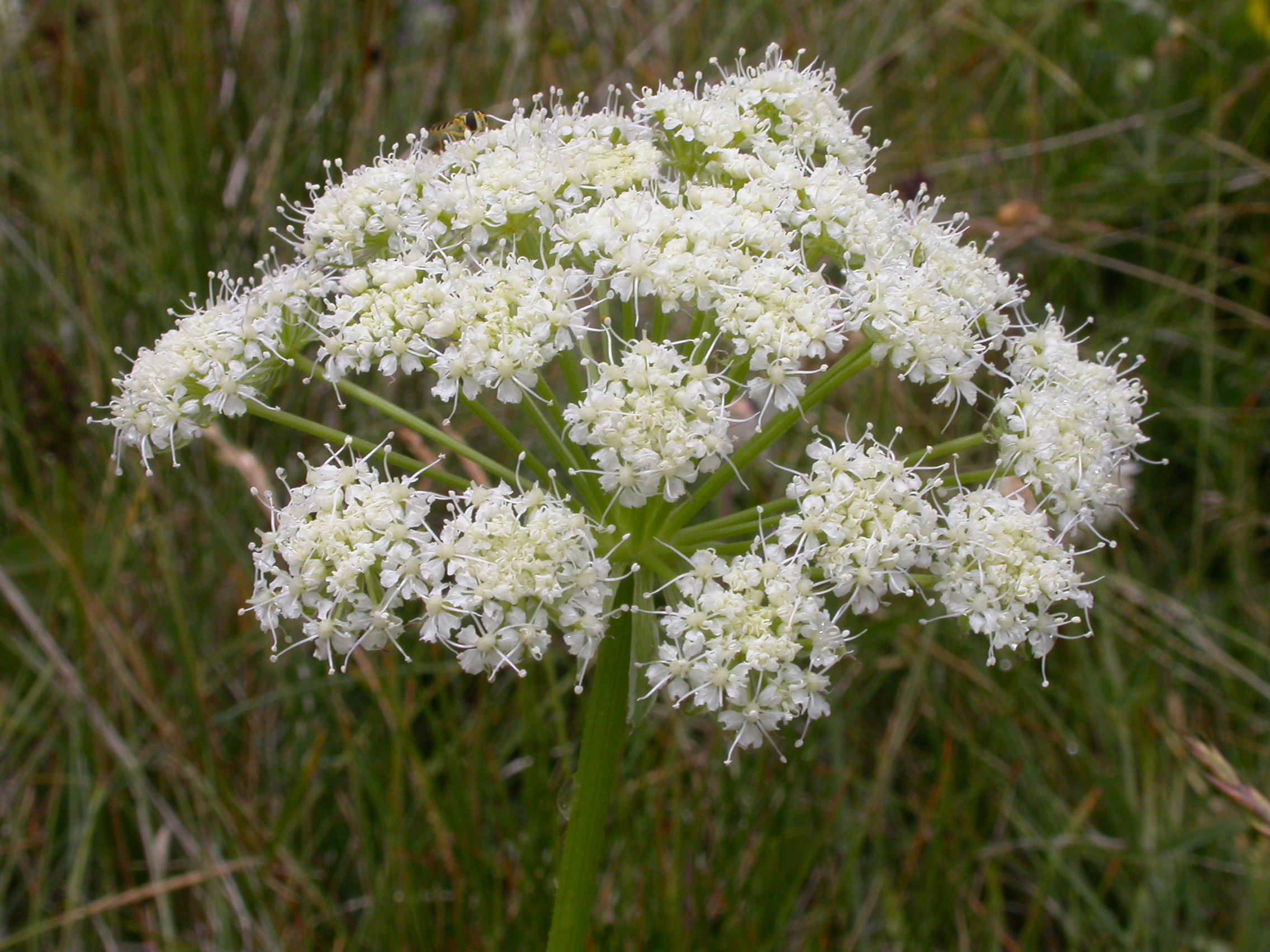
Doppeldoldiger Blütenstand

### Vegetative Merkmale
Das Rauhaar-Laserkraut ist eine ausdauernde krautige Pflanze, die Wuchshöhen von 15 bis 60 Zentimetern erreicht. Die oberirdischen Pflanzenteile sind mehr oder weniger behaart. Der „Wurzelstock“ ist am Hals dicht faserschopfig. Der aufrechte Stängel ist stielrund, fein gerillt und einfach oder im oberen Teil wenig verzweigt.
Die grundständig und wechselständig am Stängel verteilt angeordneten Laubblätter sind in Blattscheide sowie -spreite und manchmal Blattstiel gegliedert. Die kurz gestielten Grundblätter besitzen eine sehr große, bis zu 50 Zentimeter lange, im Umriss dreieckige Blattspreite, die vier- bis fünffach gefiedert und zuletzt in bei einer Länge von kaum über 5 Millimetern sowie einer Breite von 0,5 bis 1 Millimetern schmal-linealische Abschnitte gegliedert ist. Die Blattspreiten der Stängelblätter sind weniger stark geteilt und sitzen auf den Blattscheiden. Die Blattunterseite und oft der Blattrand ist mit auf Knötchen aufsitzenden und etwas bekörnelt rauen Trichomen entfernter oder dichter rau behaart.

### Generative Merkmale
Die Blütezeit reicht von Juni bis September. Der halbkugelige, doppeldoldige Blütenstand besitzt 15 bis 40 Doldenstrahlen, die innen rau sind. Die zahlreichen Hüllblätter sind lanzettlich, der Rand ist häutig bewimpert und das obere Ende oft dreizähnig. Die zahlreichen Hüllchenblätter sind fast ganz häutig und wollig-zottig gewimpert.
Die zwittrigen Blüten besitzen eine doppelte Blütenhülle. Die Kelchblätter sind lanzettlich-pfriemlich und etwa halb so lang wie die Kronblätter. Die weißen oder anfangs rötlich überlaufenen Kronblätter sind 1,5 bis 2 Millimeter lang, 1 bis 1,5 Millimeter breit, am Grund nagelförmig verschmälert und am oberen Ende ausgerandet und mit einem zugespitzten eingeschlagenen Läppchen versehen. Die Zwei Griffel sind 1,25 bis 2 Millimeter lang und aufrecht abstehend bis waagrecht gebogen. Das Griffelpolster ist hoch kegelförmig.
Die gelb-braune Teilfrucht ist 7 bis 9 Millimeter lang sowie 4 bis 5,5 Millimeter breit und ihre Flügel sind oft strohgelb.

## Ökologie
Im Oberengadin wurden Raupen des Schwalbenschwanzes (Papilio machaon) beobachtet, die sich vom Rauhaar-Laserkraut ernährten.

## Standortbedingungen vonLaserpitium hallerisubsp.halleri
Laserpitium halleri subsp. halleri gedeiht in Mitteleuropa in Höhenlagen von 1000 bis über 2500 Metern auf Böden über Silikatgestein. Es steigt im obersten Veltlin bei Bormio bis 2630 Meter auf und erreicht in der Berninagruppe im Val da Fain sogar 2710 Meter. Umgekehrt steigt sie im Schalderertal bei Brixen sogar bis 900 Meter Meereshöhe herab. Das Rauhaar-Laserkraut gedeiht meist auf sonnigen, steinigen bodenauren Magerrasen der Zentralalpen. Rauhaar-Laserkraut ist pflanzensoziologisch eine Charakterart des Verbandes Festucion variae. Es kommt auch im Lärchenwald, im Lärchen-Arvenwald, im Legföhrengebüsch, im Krummseggenrasen (Caricetum vurvulae) und in Geröllfluren vor.
Die ökologischen Zeigerwerte nach Landolt et al. 2010 sind in der Schweiz: Feuchtezahl F = 2 (mäßig trocken), Lichtzahl L = 4 (hell), Reaktionszahl R = 2 (sauer), Temperaturzahl T = 2 (subalpin), Nährstoffzahl N = 2 (nährstoffarm), Kontinentalitätszahl K = 4 (subkontinental).

## Systematik
Die Erstveröffentlichung von Laserpitium halleri erfolgte 1767 durch Heinrich Johann Nepomuk von Crantz in Classis Umbelliferarum Emendata, Seite 67.
Es gibt etwa zwei Unterarten:
- Laserpitium halleri Crantz subsp. halleri: Sie kommt zerstreut in den Alpen und Voralpen Frankreichs, Italiens, der Schweiz und Österreichs vor.
- Laserpitium halleri subsp. cynapiifolium (DC.) P.Fourn. (Syn.: Ligusticum cynapiifolium DC.): Dieser Endemit kommt nur auf Korsika vor.[4]